# Bailén (episodio nacional)
Bailén es la cuarta novela de la primera serie de los Episodios Nacionales de Benito Pérez Galdós, escrita en octubre y noviembre de 1873 y cuarta también y última de las publicadas en aquel año. Una vez más, Gabriel de Araceli, protagonista de la trama en los tres episodios anteriores, sirve de hilo narrativo al choque entre las fuerzas invasoras francesas y el desproporcionado conjunto de los contingentes españoles, en uno de los episodios bélicos más populares de la Guerra de la Independencia Española (popularidad debida sin duda al sentimiento nacionalista al rememorar la victoria del General Castaños contra tres divisiones napoleónicas). El minucioso relato bélico se enriquece de forma puntual con descripciones sicológicas de los protagonistas, como esta que Galdós hace del propio general:

Parecía tener cincuenta años, y por cierto que me causó sorpresa su rostro, pues yo me lo figuraba con semblante fiero y ceñudo, según a mi entender debía tenerlo todo general en jefe puesto al frente de tan valientes tropas. Muy al contrario, la cara del general Castaños no causaba espanto a nadie, aunque sí respeto, pues los chascarrillos y las ingeniosas ocurrencias que le eran propias las guardaba para las intimidades de su tienda. Montaba airosamente a caballo, y en sus modales y apostura había aquella gracia cortés y urbana, que tan común ha sido en nuestros Césares y Pompeyos. Es preciso confesar que a caballo y en las paradas hemos tenido grandes figuras. Esto no es decir que Castaños fuera simplemente un general de parada, pues en 1808, y antes de inmortalizar su nombre tenía muy buenos antecedentes militares, aunque había hecho su carrera con rapidez grande, si no desusada en aquellos tiempos. A los doce años de edad obtuvo el mando de una compañía; a los veintiocho le hicieron teniente coronel y a los treinta y tres coronel. Si en su juventud no asistió a ninguna campaña, en 1794, y cuando tenía treinta y ocho años y la faja de mariscal de campo, estuvo en la del Rosellón a las órdenesdel general Caro, y allí le hirieron gravemente en el lado izquierdo del cuello. Cuentan que la ligera inclinación de su cabeza hacia aquel lado provenía de la tal herida.
Galdós (1873)